# 가언적 삼단 논법
논리학에서, 가언적 삼단 논법(假言的三段論法, 영어: hypothetical syllogism) 또는 연쇄 논법(連鎖論法, 영어: chain argument)은 두 개의 가언 명제로부터 추이성을 통해 새로운 가언 명제를 유도하는 삼단 논법이다. 즉, “만약 P라면, Q이다. 만약 Q라면, R이다. 따라서, 만약 P라면, R이다.”와 같은 꼴이다.

## 정의
가언적 삼단 논법은 다음과 같은 추론 규칙이다.:184, §16.3.1
{\displaystyle {\begin{matrix}P\implies Q\qquad Q\implies R\\\hline P\implies R\end{matrix}}}
또는
{\displaystyle P\implies Q,Q\implies R\vdash P\implies R}
여기서
- {\displaystyle P}, {\displaystyle Q}는 논리식을 나타내는 메타 변수이다.
- {\displaystyle \implies }는 함의이다.
- 수평선은 증명 과정의 이웃한 두 단계를 구분하는 메타 논리 기호이다.
- {\displaystyle \vdash }는 왼쪽에 놓인 논리식들로부터 오른쪽에 놓인 논리식을 증명할 수 있음을 나타내는 메타 논리 기호이다.

## 성질
직관 논리에서 성립하며, 따라서 고전 논리를 비롯한 모든 초직관 논리에서 성립한다.

## 같이 보기
- 선언적 삼단 논법